# 김화군 (선거구)
김화군은 대한민국의 옛 국회의원 선거구이다. 당시 강원도 김화군 지역을 관할했다.

## 역사
1954년 11월, 수복지구의 행정권이 회복되면서 김화군 지역의 행정권이 회복되었다. 이에 제4대 국회의원 선거를 앞두고 김화군 전 지역을 관할하는 선거구로 신설되었다.
1963년 1월, 김화군이 폐지되었으며 김화군 전 지역은 철원군에 통합되었다. 또한 제6대 국회의원 선거를 앞두고 철원군이 화천군, 양구군과 함께 선거구를 구성하게 됨에 따라 김화군 지역도 철원군·화천군·양구군 선거구에 편입되었다.

## 역대 국회의원
| 선거   | 정당 | 정당   | 의원   |
| ------ | ---- | ------ | ------ |
| 1958년 |      | 자유당 | 박현숙 |
| 1960년 |      | 민주당 | 신기복 |

## 역대 선거 결과

### 대한민국 제4대 국회의원 선거
|  | 58.25% |

|  | 30.61% |

|  | 6.70% |

|  | 4.43% |

### 대한민국 제5대 국회의원 선거
대한민국 제5대 국회의원 선거에서 민주당 신기복 후보가 당선되었다.

### 내용주
1. ↑  제5대 국회의원 선거 당선자는 신기복 후보이나 2024년 2월 기준 중앙선거관리위원회 선거통계시스템 상에서는 김용해 후보의 득표율이 더 높게 나타나 있는 오류가 존재한다.